# ŁKS II Łódź
ŁKS II Łódź – zespół rezerw ŁKS Łódź, od sezonu 2023/2024 występujący w II lidze.

## Sezon po sezonie
Ostatnia aktualizacja po sezonie 2024/2025.
| Sezon     | Liga                                                 | Poziom ligowy                                        | Pozycja w tabeli                                     | Uwagi                                                |
| --------- | ---------------------------------------------------- | ---------------------------------------------------- | ---------------------------------------------------- | ---------------------------------------------------- |
| 2002/2003 | IV liga (grupa łódzka)                               | IV                                                   | 9/18                                                 |                                                      |
| 2003/2004 | IV liga (grupa łódzka)                               | IV                                                   | 12/18                                                |                                                      |
| 2004/2005 | IV liga (grupa łódzka)                               | IV                                                   | 9/16                                                 |                                                      |
| 2005/2006 | IV liga (grupa łódzka)                               | IV                                                   | 15/18                                                |                                                      |
| 2006/2007 | IV liga (grupa łódzka)                               | IV                                                   | 6/20                                                 | [ a ]                                                |
| 2007/2008 | Młoda Ekstraklasa                                    | brak                                                 | 12/15                                                |                                                      |
| 2008/2009 | Młoda Ekstraklasa                                    | brak                                                 | 13/16                                                |                                                      |
| 2009/2010 | IV liga (grupa łódzka)                               | V                                                    | 9/20                                                 | [ c ]                                                |
| 2010/2011 | IV liga (grupa łódzka)                               | V                                                    | 17/18                                                | [ d ]                                                |
| 2011/2012 | Młoda Ekstraklasa                                    | brak                                                 | 14/16                                                |                                                      |
| 2012/2013 | zespół nie występował w żadnych rozgrywkach ligowych | zespół nie występował w żadnych rozgrywkach ligowych | zespół nie występował w żadnych rozgrywkach ligowych | zespół nie występował w żadnych rozgrywkach ligowych |
| 2013/2014 | zespół nie występował w żadnych rozgrywkach ligowych | zespół nie występował w żadnych rozgrywkach ligowych | zespół nie występował w żadnych rozgrywkach ligowych | zespół nie występował w żadnych rozgrywkach ligowych |
| 2014/2015 | zespół nie występował w żadnych rozgrywkach ligowych | zespół nie występował w żadnych rozgrywkach ligowych | zespół nie występował w żadnych rozgrywkach ligowych | zespół nie występował w żadnych rozgrywkach ligowych |
| 2015/2016 | Klasa B (grupa łódzka I)                             | VIII                                                 | 1/12                                                 | awans                                                |
| 2016/2017 | Klasa A (grupa łódzka II)                            | VII                                                  | 1/14                                                 | awans                                                |
| 2017/2018 | Klasa okręgowa (grupa łódzka)                        | VI                                                   | 8/16                                                 |                                                      |
| 2018/2019 | Klasa okręgowa (grupa łódzka)                        | VI                                                   | 1/16                                                 | awans                                                |
| 2019/2020 | IV liga (grupa łódzka)                               | V                                                    | 5/18                                                 |                                                      |
| 2020/2021 | IV liga (grupa łódzka)                               | V                                                    | 1/20                                                 | awans                                                |
| 2021/2022 | III liga (grupa I)                                   | IV                                                   | 7/19                                                 |                                                      |
| 2022/2023 | III liga (grupa I)                                   | IV                                                   | 1/18                                                 | awans                                                |
| 2023/2024 | II liga                                              | III                                                  | 10/18                                                |                                                      |
| 2024/2025 | II liga                                              | III                                                  | 12/18                                                |                                                      |

## Kadra

### Przed rozpoczęciem sezonu 2023/2024
Stan na 24 sierpnia  2023.
| Nr | Poz. | Piłkarz           |
| -- | ---- | ----------------- |
|    | BR   | Fabian Borysiuk   |
|    | BR   | Tomasz Kucharski  |
|    | OB   | Lamine Coulibaly  |
|    | OB   | Igor Lambrecht    |
|    | OB   | Jowin Radziński   |
|    | OB   | Aleksander Ślęzak |
|    | PO   | Davit Barseghyan  |
|    | PO   | Adrian Czypicki   |
|    | PO   | Łukasz Dynel      |
|    | PO   | Ricardo Gonçalves |

| Nr | Poz. | Piłkarz           |
| -- | ---- | ----------------- |
|    | PO   | Yuya Kamon        |
|    | PO   | Wiktor Kościuk    |
|    | PO   | Adam Król         |
|    | PO   | Jan Łabędzki      |
|    | PO   | Michał Nowakowski |
|    | PO   | Jakub Tosik       |
|    | PO   | Jędrzej Zając     |
|    | NA   | Jakub Piotrowski  |
|    | NA   | Oliwier Sławiński |